# Leon Jessen
Leon Jessen (født 11. juni 1986) er en dansk tidligere fodboldspiller, der senest spillede i Esbjerg fB. Han var forsvarsspiller og er blevet brugt både som back og på venstre midtbane.
Han er fætter til Rasmus Nissen.

## Klubkarriere
Han startede med at spille fodbold i FC Midtjyllands samarbejdsklub Brande IF, som er en del af FCM Klubsamarbejdet. Han kom derefter til Ikast FS, som er en af moderklubberne bag FC Midtjylland.
Leon Jessen startede sin karriere hos FC Midtjylland allerede som 17-årig og debuterede med en scoring efter 10 minutter på SAS Arena mod Esbjerg fB. Han har tidligere spillet for 1. FC Kaiserslautern, hvorfra han var udlejet til Ingolstadt, som spiller i 2.Bundesliga.
Den 31. december 2016 blev det offentliggjort, at Leon Jessen stoppede karrieren.

## Landsholdskarriere
Leon Jessen spillede i 2009 sin første landskamp for det danske landshold, da han startede inde i en landshold mod Sydkoreas fodboldlandshold, hvor han startede inde og spillede alle 90 minutter.